# Meglitinidă
Meglitinidele (sau glinidele) alcătuiesc o clasă de medicamente antidiabetice, fiind utilizate în tratamentul diabetului zaharat de tipul 2.

## Mecanism de acțiune
Meglitinidele se leagă de canalele de K+ ATP-dependente (notate KATP) de la suprafața membranelor celulelor pancreatice beta. Cresc concentrația intracelulară de potasiu, ceea ce conduce la formarea de potențial electric membranar pozitiv. Depolarizarea duce la deschiderea canalelor de Ca2+ voltaj-dependente. Creșterea nivelelor intracelulare de calciu va duce la creșterea secreției celulare de insulină.

## Listă
Există trei meglitinide disponibile comercial:
- Mitiglinidă
- Nateglinidă
- Repaglinidă